# Kyla
凱拉·率喜·馬西（英語：Kyla Solhee Massie；2001年12月26日—），藝名為Kyla，美韓混血女歌手，曾為韓國女子音樂組合PRISTIN的成員之一，隊內擔任Rapper。

## 生涯
Kyla的母親是韓國人，父親則是美國人，家裡有一個哥哥和一個妹妹。Kyla出生於美國印第安納州，在洛杉磯長大，2014年搬到首爾居住。PRISTIN解散後已回到美國居住。
雖然未表示退出演藝圈，但實質已不會復出。

## 出道前
2016年3月成為PLEDIS Girlz的成員，五月至九月間每周六都在PLEDIS Girlz Concert中演出。

## PRISTIN
2017年3月21日Kyla作為PRISTIN的成員正式出道2017年10月12日，Pledis娛樂宣布，Kyla因健康問題將暫時停止演藝活動，並返回美國。2018年，被粉絲拍到疑似在遊樂園當售票員。2019年5月23日官方宣布PRISTIN解散，Kyla與Pledis解約。

## 詞曲創作
韓國音樂著作權協會之登記編號：카일라 / MASSIE KYLA SOLHEE（10014851），3首。
| 年份   | 歌手    | 專輯名稱        | 歌名        | 作詞 | 作曲 |
| ------ | ------- | --------------- | ----------- | ---- | ---- |
| 2017年 | PRISTIN | 《HI! PRISTIN》 | Over n Over |      |      |
| 2017年 | PRISTIN | 《SCHXXL OUT》  | 너말야너    |      |      |
| 2017年 | PRISTIN | 《SCHXXL OUT》  | ALOHA       |      |      |

## 外部連結
- Kyla的Instagram帳戶
- Kyla的Youtube頻道 （页面存档备份，存于）
- Kyla的Twitter帳號 （页面存档备份，存于）